# Ani Chöying Drolma
Pour les articles homonymes, voir Dolma (prénom tibétain).
Ani Chöying Drolma ou Ani Choying Dolma (tibétain : ཨ་ནེ་ཆོས་དབྱིངས་སྒྲོལ་མ, Wylie : a ne chos dbyings sgrol ma, née le 4 juin 1971 à Katmandou, Népal), est une nonne du bouddhisme tibétain et une musicienne du couvent de Nagi Gompa au Népal. Elle est connue au Népal et à travers le monde pour avoir popularisé les chants du bouddhisme et du folklore tibétains. Ani, "nonne", est une formule de politesse.

## Biographie
Née à Katmandou dans une famille de Tibétains en exil, Ani Chöying Drolma décide jeune de suivre la vie monastique et entre au couvent de Nagi Gompa à l'âge de 12 ans. Pendant plusieurs années, le maître permanent de chant du monastère, ancien élève de la femme de Tulku Urgyen Rinpoché, lui enseigne la musique pour laquelle elle est célèbre et qui lui permet de financer son école pour nonnes, Arya Tara School, projet consacré lors d'un entretien avec le dalaï-lama le 21 mars 2001.

## Carrière musicale
En 1994, le guitariste Steve Tibbetts visite le couvent et enregistre avec Ani Chöying Drolma deux albums contenant une bonne partie de la musique tibétaine. Intitulés Chö et Selwa, ils obtiennent l'acclamation des critiques. Ani Chöying Drolma entreprend de petites tournées comprenant des spectacles dans plusieurs monastères tibétains historiques.
Sina Vodjani également a enregistré un album en collaboration avec Ani Chöying Drolma.
Le 23 avril 2008, Philippe Lefait, animateur de l’émission Des mots de minuit la reçoit dans son émission,.

## Discographie
- 1997 Cho
- 1999 Dancing Dakini avec Sina Vodjani
- 2000 Choying
- 2004 Moments Of Bliss
- 2004 Selwa
- 2005 Smile
- 2006 Inner Peace
- 2009 Ama
- 2009 Matakala
- 2011 Inner Peace 2

## Travail humanitaire
Ani Choying a participé à plusieurs œuvres humanitaires. Elle a plaidé en faveur d'un hymne officiel pour la Terre, soutenant les efforts du poète et diplomate indien Abhay K (en). Elle a participé au Sommet indien pour l'inclusion, où elle a prononcé un discours touchant.

## Livres
Ma voix pour la liberté, Editeur : OH !, Publication :21/4/2008, Laurence Debril, préface Matthieu Ricard,  (ISBN 2-915056-66-8)